# Pucung (Kotabaru)
Pucung is een bestuurslaag in het regentschap Karawang van de provincie West-Java, Indonesië. Pucung telt 18.837 inwoners (volkstelling 2010).